# Azusaの2h
「A&G ARTIST ZONE azusaの2h」（エーアンドジー アーティストゾーン アズサのにえっち）は、2010年10月4日から2012年12月24日まで超!A&G+で放送されていた生放送番組。パーソナリティはazusa、アシスタントは田中太郎。

## 番組概要

### パーソナリティ
- azusa

### アシスタント
- 増田俊樹（2010年10月 - 2011年9月）
- 田中太郎（2011年10月 - 2012年12月24日）

### 放送時間
2010年10月4日 - 2012年12月24日
月曜 19:00 - 21:00（リピート放送：火曜 13:00 - 15:00）

## コーナー
azusaとあなたの2人の時間
スタジオに1人残ったazusaが、リスナーからの悩みに応える。
アニソンタイムトラベル
毎回1つの年代のアニメ事情を取り上げ、ゲームを通してアニメを勉強する。
azuチャレ 目指せ!ギャップガール
azusaが「ギャップのある女子」を目指し、リスナーから寄せられたチャレンジをこなしていく。
azusaが歌ってあげる☆ / azusaが歌ってあげる♪
リスナーから寄せられたテーマでazusaが作詞・作曲した曲を披露する。
2010年10月11日（第2回）開始。
もしも、azusaが・・・ / もしazu
azusaがリスナーから寄せられた「もし○○なazusaが××だったら」のセリフを演じる

### 過去のコーナー
おしえて!けんむん見えそうワード
奄美大島の妖怪「けんむん」が見えそうになるほど心が清くなる言葉を、リスナーから募集する。
2011年10月10日（第54回）終了。
2012年12月24日の最終回で復活した。
ハブ食いズ
偉人が発した名言の一部が隠された穴埋め問題（「ハブ」に食われている）を、azusaが答える。
2011年2月21日（第21回）から同年9月26日（第52回）まで。
Dr.ドリazuの被写体の気持ち
リスナーから寄せられた写真の被写体が何と言っているかを、azusa扮する「Dr.ドリazu」と、増田扮する助手の「増ドル」（アシスタント交代後は田中）が答える。
2011年10月10日（第54回）で終了。

## 単発出演者

### 代理パーソナリティ
- 第10回（2010年12月06日） - 増田俊樹
azusaが急遽おたふく風邪で休んだため、初のメインパーソナリティとして進行。
- 第51回（2011年09月19日） - 阿澄佳奈
azusaはイベント先の広島からSkypeによるテレビ電話で番組に参加。
増田もイベント出演のために休み。代理アシスタントとして大島崚が参加。

### ゲスト
- 第06回（2010年11月08日） - 金元寿子
- 第08回（2010年11月22日） - 阿澄佳奈
- 第16回（2011年01月17日） - 日笠陽子
- 第17回（2011年01月24日） - 藤原鞠菜、佐倉綾音
- 第22回（2011年02月28日） - 愛美
- 第23回（2011年03月07日） - 花澤香菜
- 第31回（2011年05月02日） - momo
- 第40回（2011年07月04日） - 三上枝織、大久保瑠美
- 第54回（2011年10月10日） - 田所あずさ
- 第74回（2012年02月27日） - 鷲崎健
- 第83回（2012年04月30日） - 諏訪道彦（スワッチ）
- 第86回（2012年05月21日） - 鷲崎健